# Лиса Кудроу
Лиса Валери Кудроу (енгл. Lisa Valerie Kudrow; Лос Анђелес, 30. јул 1963) америчка је глумица. Позната је по улози Фиби Буфе у серији Пријатељи (1994—2004), захваљујући којој је освојила награде Еми за програм у ударном термину, Удружења филмских глумаца и Сателит.

## Биографија

### Детињство и школовање
Рођена је у Енсину, Калифорнија, али је детињство провела у Тарзани, Калифорнија, са братом Дејвидом, сестром Хеленом и родитељима. Њен отац Ли је лекар, а мајка Нидра је туристички агент. Године 1981, завршила је средњу школу „Вилијам Хауард”, а 1985. године је дипломирала биологију на њујоршком „Васар” колеџу.

### Каријера
Њена првобитна жеља је била да крене очевим стопама и да постане лекар. Схвативши да у животу жели да се бави глумом, пријавила се на аудицију за комедијску групу „Граундлингс”, али је одбијена. Ипак, 1989. године је постала пуноправни члан ове комедијске групе.
Пошто је наступајући са комедијском групом „Граундлингс” стекла известан углед, добила је улогу у нискобуџетном филму „The Ladies Room”, а затим су уследиле и улоге у више ТВ („Just Temporary”, „Murder in High Places” и „To the Moon, Alice”) и биоскопских („L.A. on $5 a Day”, „Dance with Death”, „The Unborn” и „In the Heat of Passion”) филмова, као и гостујуће улоге у ТВ серијама „Cheers”, „Newhart”, „”, „”, „Flying Blind”, „” и „”
Године 1992. је тумачила лик Урсуле Буфе, у Ен-Би-Сијевој ТВ серији „Mad About You”, и продуценти су је, одушевљени њеном глумом, охрабрили да се пријави за неке веће Ен-Би-Сијеве пројекте, што је довело до тога да је 1993. године добила улогу шашаве Фиби Буфе у ТВ серији „Пријатељи”. Глумила је у свих 238 епизода ове серије, од њеног почетка 1994, па све до њеног краја 2004. године. Све до 1999, наставила је да се са времена на време појављује у ТВ серији „Mad About You”, и даље тумачећи лик Урсуле Буфе.
Популарност коју је стекла са почетком емитовања „Пријатеља”, донела јој је улоге у филмовима „In the Heat of Passion II: Unfaithful”, „The Crazysitter”, „Mother”, „Romy and Michele's High School Reunion”, „Clockwatchers”, „Hacks”, „The Opposite of Sex” и „Мафијаш на терапији”. 1996, у ТВ серији „Hope & Gloria” тумачила је исти лик који тумачи у „Пријатељима”, и тада се лик Фиби Буфе по први пут појавио изван своје матичне серије. Уследиле су улоге у серијама „Duckman: Private Dick/Family Man”, „Dr. Katz, Professional Therapist”, и позајмљивање гласа грчкој богињи Афродити у „Дизнијевој” цртаној ТВ серији „Херкулес”.
1997. се нашла на листи најлепших људи света коју је саставио магазин „Пипл”.
1998. је позајмила глас Алекс Витни, лику у цртаној ТВ серији „Симпсонови”, a 1999. године је била водитељ доделе „Ем-Ти-Ви” филмских награда. Упоредо са снимањем „Пријатеља”, током наредних година је снимила филмове „Hanging Up”, „Lucky Numbers”, „All Over the Guy”, „Доктор Дулитл 2”, „Bark!”, „Мафијаш под стресом”, „Marci X” и „Wonderland”, а после завршетка „Пријатеља” глумила је у филмовима „Happy Endings”, „Kabluey” и „P.S., I Love You”. Имала је гостујуће улоге у бројним ТВ серијама као што су „Blue's Clues”, „King of the Hill”, „Hopeless Pictures”, „Father of the Pride” и „American Dad!”.
2003. је заузела 31. место на листи најмоћнијих познатих личности коју је саставио магазин „Форбс”.
После завршетка „Пријатеља”, снимила је ТВ серију „The Comeback”, која говори о глумици која после завршетка серије која ју је прославила покушава да се врати на сцену. Прва сезона серије је приказана, али уговор са ХБО-ом није обновљен, због мале гледаности и подељених мишљења критичара.
Године 2009. је био приказан њен филм „Hotel for Dogs”, а за исту годину је било најављено и приказивање филма „Intense Girl Scouts”, у којем је она, поред тога што је његов продуцент, имала и глумачког ангажовања.

### Приватни живот
Са писцем и ток шоу водитељем Конаном О’Брајеном је била у вези крајем 80-их. 27. марта 1995, удала се за Француза Мишела Стерна са којим је 6. маја 1998. године добила сина Џулијана Марија.

## Филмографија
| Улоге Лисе Кудроу |                                  |                                        |                         |          |
| Година            | Српски назив                     | Изворни назив                          | Улога                   | Напомена |
| 1989.             |                                  | The Ladies Room                        |                         |          |
| 1989.             |                                  |                                        | врачара                 |          |
| 1989.             |                                  |                                        | Никол                   |          |
| 1991.             |                                  |                                        | Мили                    |          |
| 1991.             |                                  |                                        | Луиза                   |          |
| 1991.             |                                  |                                        |                         |          |
| 1991.             |                                  | To the Moon, Alice                     | другарица дрске девојке |          |
| 1992.             |                                  | In the Heat of Passion                 |                         |          |
| 1994.             |                                  | In the Heat of Passion II: Unfaithful  | приповедач              |          |
| 1995.             |                                  | The Crazysitter                        | Адријан Векслер-Џоунс   |          |
| 1996.             |                                  | Mother                                 | Линда                   |          |
| 1997.             | Роми и Мишел на годишњици матуре | Romy and Michele's High School Reunion | Мишел Вајнбергер        |          |
| 1997.             |                                  | Clockwatchers                          | Пола                    |          |
| 1997.             |                                  | Hacks                                  | жена која чита          |          |
| 1998.             |                                  | The Opposite of Sex                    | Лусија Делури           |          |
| 1999.             | Мафијаш на терапији              | Analyze This                           | Лора Макнамара Собел    |          |
| 2000.             |                                  | Hanging Up                             | Мади Мозел              |          |
| 2000.             |                                  | Lucky Numbers                          | Кристал                 |          |
| 2001.             |                                  | All Over the Guy                       | Мари                    |          |
| 2001.             | Доктор Дулитл 2                  | Dr. Dolittle 2                         | Ава                     |          |
| 2002.             |                                  | Bark!                                  | др Дарла Портној        |          |
| 2002.             | Мафијаш под стресом              | Analyze That                           | Лора Макнамара Собел    |          |
| 2003.             |                                  | Marci X                                | Марси Фелд              |          |
| 2003.             |                                  | Wonderland                             | Шарон Холмс             |          |
| 2005.             |                                  | Happy Endings                          | Миријам Тол             |          |
| 2007.             |                                  | Kabluey                                | Лесли                   |          |
| 2007.             |                                  | P.S., I Love You                       | Миријам Тол             |          |
| 2009.             |                                  | Hotel for Dogs                         |                         |          |
| 2009.             |                                  | Intense Girl Scouts                    |                         |          |
| 2014.             | Лоше комшије                     |                                        | Керол Гледстон          |          |
| 2016.             | Лоше комшије 2                   |                                        | Керол Гледстон          |          |
| 2016.             | Девојка из воза                  |                                        | Марта                   |          |
| 2019.             | Штреберке                        |                                        | Шармејн Антслер         |          |
| 2021.             | Мали шеф: Породични бизнис       |                                        | Џенис Темплтон (глас)   |          |